# قرارگاه رمضان
قرارگاه رمضان تنها قرارگاه برون‌مرزی سپاه پاسداران انقلاب اسلامی در دوران جنگ ایران و عراق بود، که مأموریت اصلی آن انجام عملیات‌های نامنظم، چریکی و پارتیزانی در خاک عراق و با همکاری نیروهای معارض کرد عراقی بود. طرح تشکیلات برون‌مرزی سپاه توسط محسن رضایی تدوین و در اردیبهشت سال ۱۳۶۲ با تأیید شورای عالی دفاع، قرارگاه رمضان تشکیل شد. قرارگاه رمضان، تشکیلات رسمی ستاد جنگ‌های نامنظم سپاه برای عملیات برون‌مرزی بود. علی خامنه‌ای، نخستین فرماندهی این قرارگاه را به مرتضی رضایی سپرد. قرارگاه رمضان که هسته مرکزی تشکیل نیروی قدس محسوب می‌شود، سهم مهمی در تجهیز و هدایت نیروی‌های مسلح عراقی مخالف صدام حسین از جمله لشکر ۹ بدر داشت. یگان‌های قرارگاه رمضان متشکل از لشکر ۹ بدر؛ به فرماندهی اسماعیل دقایقی و بعدتر محمدرضا نقدی، لشکر ۶ ویژه پاسداران؛ به فرماندهی صادق محصولی، تیپ ۶۶ هوابرد؛ به فرماندهی محسن شفق، تیپ ظفر و تیپ ابوذر؛ به فرماندهی محمدرضا حکیم جوادی بود. پس از درگذشت سید روح‌الله خمینی و آغاز رهبری علی خامنه‌ای، قرارگاه رمضان با ایجاد تغییراتی به نیروی قدس تغییر نام داد.